# Hungry Hobos
Hungry Hobos è un film del 1928 diretto da Walt Disney. È un cortometraggio animato, il 20° con protagonista Oswald il coniglio fortunato. Fu distribuito dalla Universal Pictures il 14 maggio 1928.
Fu considerato perduto finché una copia non fu ritrovata nel Huntley Film Archives in Inghilterra nel 2011, facendo così il primo corto di Oswald ad essere ritrovato dopo la sua riacquisizione della Disney nel 2006. Fu rimostrato al pubblico al Telluride Film Festival nel 2012 e poi, nel 2016, fu per la prima volta rilasciato in Blu-Ray come contenuto speciale di Biancaneve e i sette nani (film 1937).
Attualmente è inedito in Italia.

## Trama
Oswald e Gambadilegno sono due vagabondi che viaggiano in treno e giocano a scacchi. Ma andranno al incontro di una mucca impertinente, di una gallina piena zeppa di uova con cui Pietro le cucina con il sedere bruciacchiato di Oswald e di un controllore ferroviario, nel quale i due per scamparlo, si travestono da Oswald in una scimmietta e Pietro in un venditore con un carilon costituito da un cane, un gatto e un maiale. Alla fine, al piano fallito, riusciranno a scappare saltando sul treno nuovamente in partenza, con Oswald che sbatte il sedere sui binari.